# Стрибки у воду на Чемпіонаті Європи з водних видів спорту 2021 — синхронна вишка, 10 метрів (жінки)
Змагання зі синхронних стрибків у воду з вишки серед жінок на Чемпіонаті Європи з водних видів спорту 2021 відбулись 14 травня.

## Результат[1]
| Місце | Країна          | Спортсмени                         |        |
| Місце | Країна          | Спортсмени                         | Очки   |
| ----- | --------------- | ---------------------------------- | ------ |
| 1     | Росія           | Катерина Беляєва Юлія Тимошиніна   | 307,44 |
| 2     | Велика Британія | Еден Чен Лоіс Тулсон               | 290,58 |
| 3     | Україна         | Ксенія Байло Софія Лискун          | 286,74 |
| 4     | Німеччина       | Тіна Пунцель Крістіни Марія Вассен | 284,28 |
| 5     | Норвегія        | Анн Туксен Гелле Туксен            | 265,68 |
| 6     | Італія          | Марія Бігінеллі Елетра Нероні      | 252,12 |